# Lale Mansur
Lale Yurdatapan Mansur (Istanbul, 1956), ballarina, actriu de cinema i teatre turca.
Va treballar com a ballarina principal a l'Òpera i Ballet Estatal d'Istanbul des de 1976. Va ballar en moltes obres des del El llac dels cignes fins al Quixot. Va començar a actuar el 1992. Va ser guardonada amb el premi Golden Orange a la millor actriu pel seu paper al seu primer llargmetratge, Dream Travelers.

## Biografia
Va néixer l'any 1956 al districte d'Erenköy d'Istanbul. El seu pare era el tinent general retirat Danyal Yurdatapan i la seva mare és Suzan Hanım. És la més petita i l'única filla d'una família de quatre fills. Els seus germans grans són Şanar, Onur i Oktay Yurdatapan.
Va començar la seva formació de ballet al Departament de Ballet del Conservatori Estatal d'Istanbul quan tenia vuit anys. Mentre continuava els seus estudis de batxillerat, va estudiar a temps parcial al conservatori. Durant els seus anys d'estudiant, va adquirir experiència escènica a l'Òpera i Ballet Estatal d'Istanbul. Després de graduar-se al conservatori l'any 1976, va treballar com a ballarina principal a l'Òpera i Ballet Estatal d'Istanbul. Va participar en nombroses obres com Carmen, Hürrem Sultan, Giselle, El llac dels cignes, Scheherazade i Blue Danube. Va treballar amb el Royal Ballet d'Anglaterra durant els mesos d'estiu de 1980 i 1984. El 1980, va cantar i va ballar al Festival de la Cançó d'Eurovisió, on Turquia va ser representada per la cançó Pet'r Oil, escrita pel seu germà gran Şanar Yurdatapan i cantada per Ajda Pekkan. El 1988, va interpretar una ballarina a la pel·lícula de Yavuz Özkan "Umut Tomorrow".
El seu primer matrimoni va ser amb el músic Attila Özdemiroğlu el 1975, i el seu segon matrimoni va ser amb el director d'orquestra Cem Mansur el 1984. Quan el seu marit Cem Mansur es va convertir en director de l'"Oxford City Orchestra" i va haver de traslladar-se a Anglaterra, va decidir deixar la dansa i formar-se en un nou camp empresarial. Va fer una formació de dicció a Istanbul per convertir-se en actriu; Va estudiar interpretació amb el professor d'actuació Eric Morris a Los Angeles (1991).
Va començar a actuar l'any 1992 amb el documental Childhood, rodat per la televisió de la BBC i dirigit per James Runcie, sobre la vida de l'escriptor Yaşar Kemal. El mateix any va rodar el seu primer llargmetratge. Va interpretar el paper de la treballadora del prostíbul Anjelik en aquesta pel·lícula anomenada "Düş Gezginleri" dirigida per Atıf Yılmaz i va guanyar la Taronja d'Or a la categoria de "Millor actriu" al Festival Internacional de Cinema d'Antalya.
Després de la seva primera pel·lícula, Reverse World (1993), dirigida per Ersin Pertan i una adaptació d'Orhan Kemal, 'The American' (1993) de Şerif Gören, Meeting (1995), Encounter (2003) d'Ömer Kavur Va protagonitzar "Nihavend Mucize" d'Atıf Yılmaz (1997), "O da Beni Seviyor" de Barış Pirhasan (2001), Başka Dilde Aşk d'İlksen Başkar (2009). També va rebre el premi Sadri Alışık 2002 a la millor actriu pel seu paper a la pel·lícula Beni Seviyor, i el premi a la millor actriu pel seu paper a la pel·lícula Encounter al 15è Festival Internacional de Cinema d'Ankara.
A més de pel·lícules, també va aparèixer en sèries de televisió. Entre les sèries de televisió en què va participar hi ha Yorgun Savaşçı, Artist Palas, Şaşıfelek Çokmazı, Çatısız Kadın, Rüya Sevgi, i l'última temporada de la sèrie de televisió Kavak Yelleri emesa a Kanal D.
Va començar a actuar al teatre l'any 2000 amb el seu paper a l'obra Oleanna del dramaturg nord-americà David Mamet, posada en escena per Tiyatrokare. El 2002, va fundar el teatre anomenat "Open Theatre" juntament amb l'actor i il·lusionista Kubilay Tunçer; Va participar en l'obra de teatre de dues persones anomenada Ordinary Miracles', escrita per Tunçer. També va posar en escena l'obra en anglès a Edimburg i Londres. Després, va interpretar una dona esquizofrènica a l'obra Killer Uşak a l'Open Theatre. El 2006, va participar en l'obra Antelopes, posada en escena per Işıl Kasapoğlu, al "Akbank Art Production Theatre".
Des dels anys 90, ha participat en protestes sobre els drets humans, la qüestió kurda, la qüestió armenia i els drets dels animals. Després del bombardeig dels edificis del diari Özgür Gündem la nit del 2 de desembre de 1994, va ser un dels intel·lectuals que van mostrar la seva reacció davant la bomba venent diaris al carrer Istiklal. L'any 2000, va estar entre les 16 persones que van signar el llibre col·lectiu "Freedom to Thought-2000" com a editor. Va ser jutjada amb una petició de fins a 15 anys de presó forta al·legant que havia comès un delicte per aquesta acció, i va ser absolta. L'any 2008 va signar la Campanya de disculpa organitzada per un grup d'intel·lectuals. Va ser un dels artistes que van presentar una denúncia penal contra els funcionaris del comandament de la comissaria de policia per la mort de Ceylan Önkol, de 14 anys, que va morir com a conseqüència d'una explosió que es va produir mentre pasturava ovelles a Diyarbakır el 2009. El 2013, va participar en el Comitè del Poble Savi, que va ser establert pel govern de l'època en l'àmbit d'iniciatives per resoldre el conflicte entre Turquia i PKK.

## Filmografia
| Any       | Film                            | Rol                           | Notes                                                                       |
| --------- | ------------------------------- | ----------------------------- | --------------------------------------------------------------------------- |
| 1988      | Umut Yarına Kaldı               |                               |                                                                             |
| 1992      | Düş Gezginleri                  | Anjelik, Havva, Melike        | Altın Portakal Film Festivali En İyi Kadın Oyuncu Ödülü                     |
| 1993      | Tersine Dünya                   | Sarı Leman                    |                                                                             |
| 1993      | Amerikalı                       | Melek                         |                                                                             |
| 1993      | Yorgun Savaşçı                  |                               |                                                                             |
| 1994      | Artist Palas                    |                               |                                                                             |
| 1995      | Cemile Ve Umudun Masalı         |                               |                                                                             |
| 1995      | Aşk Üzerine Söylenmemiş Her şey |                               |                                                                             |
| 1997      | Nihavend Mucize                 | İris                          |                                                                             |
| 1998      | Mavi Düşler                     | Müdür                         |                                                                             |
| 1999      | Çatısız Kadınlar                | Ayşe                          |                                                                             |
| 2000      | Şaşıfelek Çıkmazı               |                               |                                                                             |
| 2000      | Samyeli                         |                               |                                                                             |
| 2001      | O da Beni Seviyor               | Saliha                        | 7. Sadri Alışık Tiyatro ve Sinema Oyuncu Ödülleri, Premi a la millor actriu |
| 2001      | Nasıl Evde Kaldım               | Melsa                         |                                                                             |
| 2002      | Karşılaşma                      | Aslı                          | 15. Ankara Uluslararası Film Festivali, Premi a la millor actriu            |
| 2003      | Peki Olur Şekerim               |                               |                                                                             |
| 2004      | Gece Yürüyüşü                   | Nilüfer                       |                                                                             |
| 2004      | Simbiyotik                      |                               |                                                                             |
| 2005      | Düşler ve Gerçekler             | Nesrin                        |                                                                             |
| 2006      | Hatırla Sevgili                 | Seyhan Akerman, Nezahat Ünsal |                                                                             |
| 2006      | Esir Kalpler                    |                               |                                                                             |
| 2007      | Mutluluk                        | Aysel                         |                                                                             |
| 2009      | Dinle Neyden                    | Beyhan Sultan                 |                                                                             |
| 2009      | Başka Dilde Aşk                 | Kadife                        |                                                                             |
| 2009      | Ezber                           |                               |                                                                             |
| 2010      | Ümitler Kırılınca               |                               |                                                                             |
| 2010      | Misafir                         | Ayşe                          |                                                                             |
| 2010      | Kavak Yelleri                   | Lerzan                        |                                                                             |
| 2013      | Beni Böyle Sev                  | Nadide                        | [ 12 ]                                                                      |
| 2017      | Ölene Kadar                     | Asuman                        |                                                                             |
| 2018      | Dip                             | İmre Rodoplu                  | puhutv sèrie                                                                |
| 2021-2022 | Bonkis                          | Leyla                         | BluTV sèrie                                                                 |
| 2023      | Kısmet                          | Sema                          |                                                                             |
| Yakında   | Bir İhtimal Daha Var            | Ayfer                         | Netflix sèrie                                                               |

## Obres de teatre
- İyi Geceler Anne : Marsha Norman, Ankara Sanat Tiyatrosu[13] - 2019
- Antiloplar : Henning Mankell - Aksanat Prodüksion Tiyatrosu - 2007
- Katil Uşak : Kubilay Tunçer - Açık Tiyatro - 2003
- Olağan Mucizeler : Kubilay Tunçer - Açık Tiyatro - 2002
- Oleanna : David Mamet - Tiyatrokare - 2000

## Premis
- 15. Festival Internacional de Cinema d'Ankara, Premi "Encounter" a la millor actriu
- 29. Festival de cinema d'Antalya, Premi "Dream Travelers" 1992 a la millor actriu
- 7. Premis Sadri Alışık a l'actor de cinema i teatre, premi "She Also Loves Me" 2002 a la millor actriu